# Ptaki i ptaszyska
Ptaki i ptaszyska (wł. Uccellacci e uccellini) – włoski film obyczajowy z 1966 roku w reżyserii Piera Paola Pasoliniego.

## Fabuła
Ojcu i synowi - Toto i Ninetto - zostaje opowiedziana historia o dwóch zakonnikach z XIII wieku - Ciccillo i Ninetto, którzy motywowani przez św. Franciszka z Asyżu, postanowili głosić Dobrą Nowinę ptakom i zakończyć spory pomiędzy jastrzębiami i wróblami. Praca okazała się syzyfową, jednak to zakonników nie zniechęcało. Całą historię o zakonnikach opowiada gadający kruk.

## Obsada
- Totò jako Totò/Frate Cicillo
- Ninetto Davoli jako Ninetto/Frate Ninetto
- Femi Benussi jako Luna
- Francesco Lionetti jako Kruk
- Ricardo Redi jako Właściciel posiadłości
- Rossana Di Rocco jako Dziewczyna Ninetta
- Rosina Moroni jako Uboga chłopka
- Renato Capogna jako Przywódca łotrów
- Pietro Davoli jako Łotr
- Lena Lin Solaro jako Urganda, nieznajoma
- Umberto Bevilacqua jako Nienotowany

## Produkcja
Zdjęcia kręcono w następujących lokacjach: Rzym, Pomezia i Tuscania.